# شهرستان جینگنینگ (گانسو)
شهرستان جینگنینگ (به انگلیسی: Jingning County) یک شهرستان در چین است که در پینگلیانگ واقع شده‌است.